# Diana Peñuela
Diana Peñuela (Manizales, Caldas, 8 de septiembre de 1986) es una ciclista profesional colombiana. Desde 2025 corre para el equipo femenino colombiano Sistecredito-GW de categoría amateur.

## Palmarés
2013
- 3.ª en los Juegos Bolivarianos en Ruta

2014
- 2.ª en el Campeonato de Colombia en Ruta
- 3.ª en los Juegos Suramericanos en Ruta

2015
- 2.ª en el Campeonato de Colombia en Ruta

2017
- 2.ª en el Campeonato de Colombia en Ruta
- 1 etapa de la Vuelta a Colombia Femenina
- 2.ª en los Juegos Bolivarianos en Ruta

2018
- 1 etapa de la Joe Martin Stage Race Women
- 1 etapa del Tour de Gila

2020
- 2.ª en el Campeonato de Colombia Contrarreloj

2021
- 3.ª en el Campeonato de Colombia en Ruta

2022
- Campeonato de Colombia en Ruta
- Vuelta a Colombia Femenina, más 4 etapas

2023
- 2.ª en el Campeonato de Colombia Contrarreloj
- Campeonato de Colombia en Ruta
- 2.ª en los Juegos Centroamericanos y del Caribe Contrarreloj
- 2 etapas de la Vuelta a Colombia Femenina

2024
- Campeonato de Colombia Contrarreloj
- 2.ª en el Campeonato de Colombia en Ruta

2025
- Campeonato de Colombia Contrarreloj
- 2.ª en el Campeonato de Colombia en Ruta
- Vuelta a Colombia Femenina, más 4 etapas

## Equipos
- Specialized Colombia Indeportes (2014)
- Sun and Ski Women Elite Team (2015)
- Unitedhealthcare Pro Cycling Team[2] (2016-2018)
- Alé Cipollini (2019)
- Team TIBCO-SVB[3] (2020-2021)
- DNA Pro Cycling (2022-2024)
- Sistecredito-GW (2025)